# Керований щур
Дистанційно керований щур, зазвичай зветься робо-пацюк, це щур з електродами, імплантованими в медіальну зв'язку переднього мозку і сенсомоторну ділянку кори його мозку. Вони були розроблені в 2002 році Сандживом Талваром і Джоном Чапіним в державному університеті Нью-Йорку. Щури носити невеликий електронний рюкзак, що містив радіо приймач і електричний стимулятор. Щур отримує дистанційно сигнал в сенсомоторній корі через свій рюкзак, що викликає у щура відчуття в лівому або правому вусі і збудження в медіальній зв'язці переднього мозку, що інтерпретується як винагороду або задоволення.
Після періоду навчання і кондиціювання, використовуючи збудження в медіальній зв'язці переднього мозку, щури можуть бути віддалено спрямовані для переміщення ліворуч, праворуч та вперед у відповідь на стимуляцію ниткоподібними сигналами. Це дозволяє керувати твариною, оминати перешкоди а також стрибати і лазити на різні високі об'єкти.

## Програми
Нині робощури, в першу чергу, проходять підготовку для виявлення вибухових речовин, в районах, де люди і існуючі роботи не можуть ефективно працювати, такі як натовп і вантажні судна. Інші можливі застосування робощурів включають пошуково-рятувальні операції після стихійного лиха, військова розвідка та виявлення мін. Для полегшення цих цілей були розроблені камери, передавачі та приймачі GPS. Тим не менш, було висловлено що за допомогою інтерпретації біологічних сигналів безпосередньо з мозку щурів, додаткову інформацію можна отримати, без використання зовнішнього обладнання. Це може бути використано, наприклад, для виявлення біологічних та хімічних токсинів у повітрі через власні відчуття запаху щурів.
Крім того, ці щурі можуть застосовуватись у чистій науці. Вона служить новою експериментальною моделлю поведінкових досліджень в галузі психології. Стимуляція в медіальній зв'язці переднього мозку є цінним інструментом в поведінкових дослідженнях, але традиційні дослідження з використанням збудження в медіальній зв'язці переднього мозку передбачають, що тест тварин обмежується в межах експериментальної палати. Ці труднощі можна уникнути, оскільки робощур може керуватися провідного підключення.
Основним джерелом фінансування є Агентство передових оборонних дослідницьких проектів США.

## Зовнішні посилання
- BBC News Feature on Ratbots
- Nature article discussing Ratbots [Архівовано 17 Травня 2008 у Wayback Machine.]
- Original announcement of Ratbot in Nature [Архівовано 31 Серпня 2004 у Wayback Machine.]
- New Scientist article on Ratbots [Архівовано 30 Квітня 2008 у Wayback Machine.]